# Бриджуотер (Виргиния)
Бриджуотер (англ. Bridgewater) — город в округе Рокингхем  в штате Виргиния США. По данным переписи 2020 года, численность населения составляла 6596 человек.

## Население
| 2000 | 2010  | 2020  |
| ---- | ----- | ----- |
| 5203 | ↗5644 | ↗6596 |